# Roy Sullivan
Roy Cleveland Sullivan (7 februari 1912 – 28 september 1983) was een Amerikaanse parkwachter van Nationaal park Shenandoah.
Hij werd in zijn leven minstens zeven keer getroffen door de bliksem en staat hierdoor bekend als lightning man (bliksemman) of human lightning conductor (menselijke bliksemafleider). 
Sullivan overleed op 71-jarige leeftijd, door zelfmoord met schotwond.

## De zeven blikseminslagen
- 1942: Sullivan werd voor het eerst geraakt toen hij in een uitkijkpost stond. De bliksem sloeg in in zijn been en hij verloor de nagel van zijn grote teen. Hij heeft verklaard dit de ergste inslag te hebben gevonden.
- 1969: de tweede bliksemschicht raakte hem in zijn truck terwijl hij over een bergweg reed. Hij verloor het bewustzijn en verbrandde zijn wenkbrauwen.
- 1970: de derde inslag verbrandde zijn linkerschouder toen hij in zijn voortuin stond.
- 1972: nummer vier was in het huisje van de parkwachters. Deze inslag stak zijn haar aan. Vanaf dat moment nam hij altijd een kannetje water mee.
- 7 augustus 1973: een bliksemschicht blies hem uit zijn auto, en stak zijn haar weer aan.
- 5 juni 1976: Sullivan werd voor de zesde keer geraakt, hij hield er slechts een enkelprobleem aan over.
- 25 juni 1977: de laatste keer gebeurde toen hij aan het vissen was. Hij moest naar het ziekenhuis voor een verbrande borst en buik.

Sullivan beweerde als kind ook al eens te zijn getroffen toen hij zijn vader hielp bij het maaien van graan. Zijn zeis zou daarbij geraakt zijn, maar hij bleef zelf ongedeerd. Hij kon dit echter niet bewijzen, vandaar dat deze inslag niet erkend wordt.